# Жан-Батист Детайль
Жан-Бати́ст-Едуа́р Дета́й (фр. Jean Baptiste Édouard Detaille; 5 жовтня 1848, Париж — 23 грудня 1912, там само) — французький художник, майстер історичного та батального живопису.